# Avstroneulanda
Genre
Avstroneulanda est un genre d'araignées aranéomorphes de la famille des Gnaphosidae.

## Distribution
Les espèces de ce genre se rencontrent en Australie et en Papouasie-Nouvelle-Guinée.

## Liste des espèces
Selon World Spider Catalog (version 23.5, 29/06/2022) :
- Avstroneulanda grayi Zakharov & Ovtsharenko, 2022
- Avstroneulanda harveyi Zakharov & Ovtsharenko, 2022
- Avstroneulanda hostosi Zakharov & Ovtsharenko, 2022
- Avstroneulanda johnmurphyi Zakharov & Ovtsharenko, 2022
- Avstroneulanda joyae Zakharov & Ovtsharenko, 2022
- Avstroneulanda julianneae Zakharov & Ovtsharenko, 2022
- Avstroneulanda kokoda Zakharov & Ovtsharenko, 2022
- Avstroneulanda lawless Zakharov & Ovtsharenko, 2022
- Avstroneulanda mariya Zakharov & Ovtsharenko, 2022
- Avstroneulanda raveni Zakharov & Ovtsharenko, 2022
- Avstroneulanda robertsi Zakharov & Ovtsharenko, 2022
- Avstroneulanda serrata Zakharov & Ovtsharenko, 2022
- Avstroneulanda yarraman Zakharov & Ovtsharenko, 2022

## Systématique et taxinomie
Ce genre a été décrit par Zakharov et Ovtsharenko en 2022 dans les Gnaphosidae.

## Publication originale
- Zakharov & Ovtsharenko, 2022 : « A revision of the ground spider genus Zelanda Özdikmen, 2009 (Araneae: Gnaphosidae), with a description of a new genus from Australasia. » Arachnology, vol. 19, Special Issue, p. 265-301.